# Спомен-црква Свете Тројице у Крепшићу
Спомен-црква Свете Тројице у Крепшићу код Брчког, је српска православна црква подигнута у спомен на на 54 погинула бораца Војске Републике Српске из 11. дубичке пјешадијске бригаде, 63 погинула и 7 несталих бораца из 1. челиначке лаке пјешадијске бригаде и 11 погинулих бораца и 3 цивилне жртве мјесног подручја Крепшић и Марковић поља у току Одбрамбено-отаџбинског рата 1992—1995. Традиционално борачка удружења и грађани Козарске Дубице и Челинца посјећују мјесто погибије бораца на посавком ратишту и одржавају годишњи помен у цркви Свете Тројице у Крепшићу.